# Ulaga
Ulaga je priimek več znanih Slovencev: 
- Dare Ulaga (1931—1987), igralec
- Dejan Ulaga, filmski snemalec, direktor fotografije
- Drago Ulaga (1906—2000), športni pedagog, organizator in publicist
- Emil Ulaga (1911—2000), defektolog in glasbenik (zborovodja, skladatelj)
- Ivan Ulaga - Vrhovski Anzek (1910—1995), ljudski godec, kapelnik, partizan
- Jožef Ulaga (1815—1892), duhovnik in nabožni pisatelj
- Jožef (Josip) Ulaga (1826—1881), duhovnik, časnikar in politik
- Maja Ulaga, alpiniska (?= kinezilologinja, informatičarka v športu?)
- Neža Ulaga, organistka (mdr. The Stroj)
- Polde Ulaga (1909—1975), kulturni delavec
- Primož Ulaga (*1962), smučarski skakalec
- Tomaž Ulaga (?—1969), šolnik (prof.)